# Eurovision Young Musicians 1996
Het Eurovision Young Musicians 1996 was de achtste editie van het muziekfestival en vond plaats op 12 juni 1996 in het Centro Cultural do Belem in Lissabon. 

## Deelnemende landen
22 landen wilden deelnemen aan het festival, maar slechts acht landen mochten door naar het festival. Gastland Portugal kon zich niet kwalificeren voor de finale.

## Overzicht

### Finale
| Plaats | Land        | Muzikant          | Instrument |
| ------ | ----------- | ----------------- | ---------- |
| 1      | Duitsland   | Julia Fischer     | Viool      |
| 2      | Oostenrijk  | Lidia Baich       | Viool      |
| 3      | Estland     | Hanna Heinmaa     | Piano      |
| -      | Frankrijk   | Fanny Clamagirand | Viool      |
| -      | Letland     | Baiba Skride      | Viool      |
| -      | Noorwegen   | Gunilla Süssmann  | Piano      |
| -      | Polen       | Maria Nowak       | Viool      |
| -      | Zwitserland | Antoine Rebstein  | Piano      |

### Halve finale
| Land                | Artiest                | Instrument | Resultaat      |
| ------------------- | ---------------------- | ---------- | -------------- |
| België              | David Cohen            | Cello      | uit            |
| Cyprus              | Manolis Neophytou      | Piano      | uit            |
| Duitsland           | Julia Fischer          | Viool      | gekwalificeerd |
| Estland             | Hanna Heinmaa          | Piano      | gekwalificeerd |
| Finland             | Jussi Makkonen         | Cello      | uit            |
| Frankrijk           | Fanny Clamagirand      | Viool      | gekwalificeerd |
| Griekenland         | Angelos Liakakis       | Cello      | uit            |
| Ierland             | Gerald Peregrine       | Cello      | uit            |
| Letland             | Baiba Skride           | Viool      | gekwalificeerd |
| Noorwegen           | Gunilla Süssmann       | Piano      | gekwalificeerd |
| Oostenrijk          | Lidia Baich            | Viool      | gekwalificeerd |
| Polen               | Maria Nowak            | Viool      | gekwalificeerd |
| Portugal            | Raquel Queirós         | Viool      | uit            |
| Rusland             | ?                      | Viool      | uit            |
| Slovenië            | Gal Faganel            | Cello      | uit            |
| Spanje              | Maia Turullols         | Piano      | uit            |
| Verenigd Koninkrijk | Rafał Zambrzycki-Payne | Viool      | uit            |
| Zwitserland         | Antoine Rebstein       | Piano      | gekwalificeerd |

## Wijzigingen

Deelnemende landen
Landen die zich niet voor de finale kwalificeerden
Landen die in het verleden deelgenomen hebben, maar dit jaar afwezig zijn

### Terugtrekkende landen
- Denemarken
- Hongarije
- Kroatië
- Litouwen
- Macedonië
- Zweden

## Terugkerende artiesten
| Land   | Artiest          | Eerdere deelname    |
| ------ | ---------------- | ------------------- |
| België | David Cohen      | België 1994         |
| Cyprus | Manolis Nephytou | Cyprus 1992 en 1994 |

1982 · 1984 · 1986 · 1988 · 1990 · 1992 · 1994 · 1996 · 1998 · 2000 · 2002 · 2004 · 2006 · 2008 · 2010 · 2012 · 2014 · 2016 · 2018 · 2022 · 2024
Zie ook: Eurovisiedansfestival · Eurovisiesongfestival · Junior Eurovisiesongfestival · Eurovision Young Dancers · Eurovision Choir